# 津久毛駅
津久毛駅（つくもえき）は、宮城県栗原市金成大原木琴野待にあったくりはら田園鉄道くりはら田園鉄道線の駅である。2007年（平成19年）、路線の廃止に伴い廃駅となった。

## 歴史
- 1924年（大正13年）1月15日：開業[1]。
- 1950年（昭和25年）10月1日：停留所から停車場に格上げ[1]。
- 1970年（昭和45年）11月1日：交換設備を撤去[1]。
- 1972年（昭和47年）7月19日：貨物取扱廃止。無人化[1]。
- 2007年（平成19年）4月1日：廃止。

## 駅構造
末期は、単式ホーム1面1線を有する地上駅であった。古くからの木造駅舎は地元の住民に貸し出されており、駅の設備として使われているのはそこから突き出た待合所部分のみであった。元は交換可能な駅であり、古いホームの痕跡があった。無人駅。

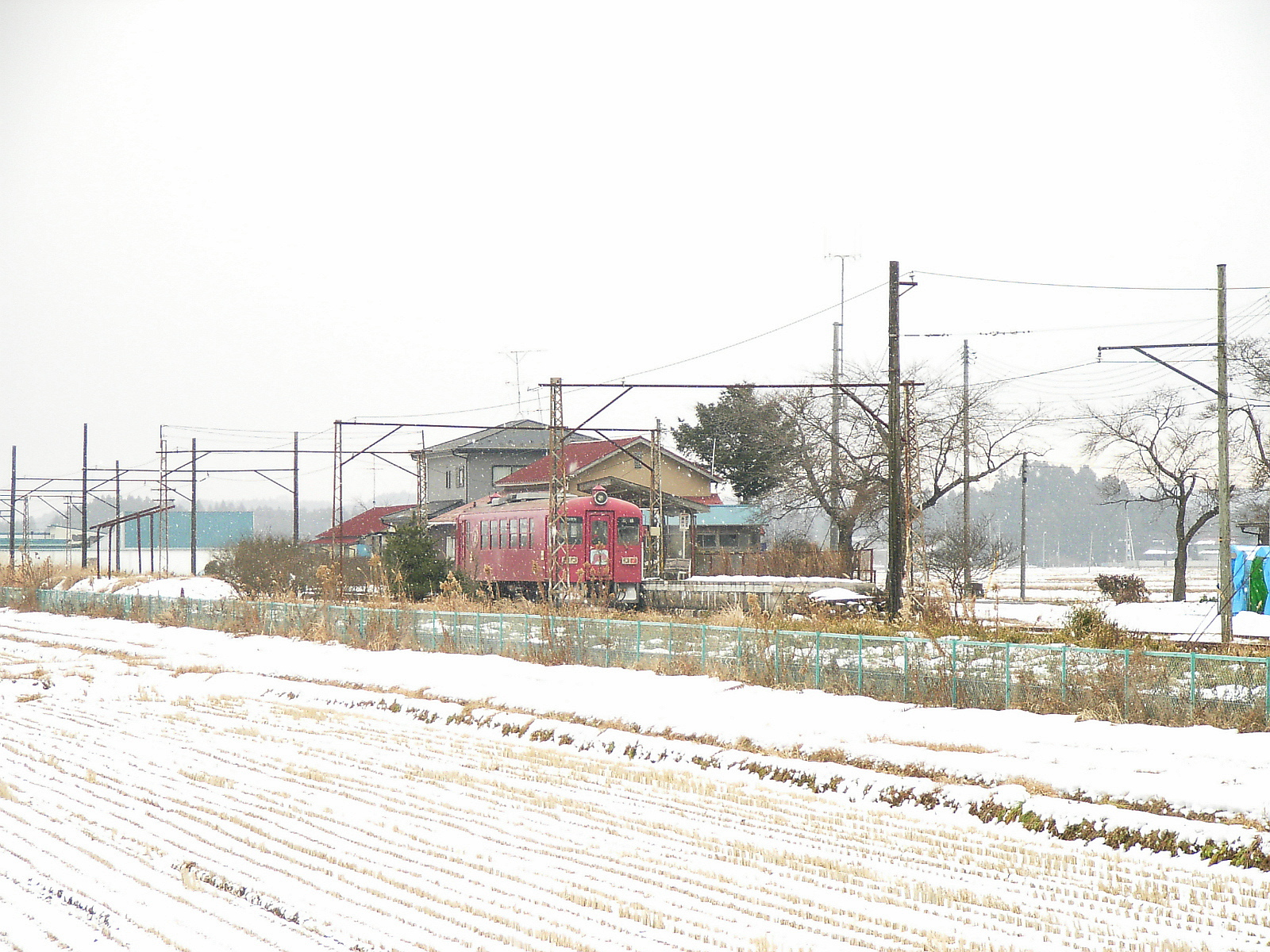
雪の中停車する車両（2005年12月）

## 駅周辺
駅から南西へ約260メートル離れた所を、宮城県道4号中田栗駒線が線路に並行して走る。北東側約500メートルには宮城県道186号油島栗駒線が丘陵の縁をなぞるように走る。駅周辺に商店はない。
- 津久毛橋城址
- 栗原市立津久毛小学校

## 隣の駅
くりはら田園鉄道
くりはら田園鉄道線
沢辺駅 - 津久毛駅 - 杉橋駅